# Заполье (Марьинская волость)
Заполье — деревня  в Стругокрасненском районе Псковской области России. Входит в состав сельского поселения «Марьинская волость». Численность населения деревни составляет на 2000 год — 72 жителя, на 2010 год — 56 жителей.

## География
Расположена на северо-востоке региона, в центральной части района, в 11 км к юго-западу от райцентра Струги Красные.

## Население
| 2001 | 2002 | 2010 | 2011 |
| ---- | ---- | ---- | ---- |
| 72   | ↘58  | ↘33  | ↗56  |